# Reidville
Reidville és una població dels Estats Units a l'estat de Carolina del Sud. Segons el cens del 2000 tenia 478 habitants.

## Demografia
Segons el cens del 2000, Reidville tenia 478 habitants, 195 habitatges i 146 famílies. La densitat de població era de 134,7 habitants/km².
Dels 195 habitatges en un 30,3% hi vivien nens de menys de 18 anys, en un 63,1% hi vivien parelles casades, en un 8,7% dones solteres, i en un 25,1% no eren unitats familiars. En el 23,1% dels habitatges hi vivien persones soles el 10,3% de les quals corresponia a persones de 65 anys o més que vivien soles. El nombre mitjà de persones vivint en cada habitatge era de 2,45 i el nombre mitjà de persones que vivien en cada família era de 2,9.
Per edats la població es repartia de la següent manera: un 19,9% tenia menys de 18 anys, un 6,7% entre 18 i 24, un 33,1% entre 25 i 44, un 25,9% de 45 a 60 i un 14,4% 65 anys o més.
L'edat mediana era de 39 anys. Per cada 100 dones de 18 o més anys hi havia 100,5 homes.
La renda mediana per habitatge era de 39.861 $ i la renda mediana per família de 51.111 $. Els homes tenien una renda mediana de 50.721 $ mentre que les dones 21.635 $. La renda per capita de la població era de 20.511 $. Entorn del 5% de les famílies i el 5,3% de la població estaven per davall del llindar de pobresa.

## Poblacions més properes
El següent diagrama mostra les poblacions més properes.